# Glat lakrids
Glat lakrids (Glycyrrhiza glabra) er en buskagtig staude med opret, stiv vækst. Planten bruges – i form af de tørrede rødder – som smagsgiver og ingrediens i slimløsende medicintyper og i slik.

## Beskrivelse
Glat lakrids er en flerårig, urteagtig plante med en forgrenet, buskagtig vækst. Stænglerne er glatte og runde i tværsnit. Bladene er spredtstillede og uligefinnede med helrandede småblade. Begge bladsider er glatte, og mens oversiden er lysegrøn, er undersiden mere blågrøn. Blomstringen sker i juni-september, hvor man kan se de lyslilla ærteblomster sidde i korte, slanke aks fra bladhjørnerne. Frugterne er bælge med nogle få frø.
Rodsystemet består af en kraftig, dybtgående pælerod med grove, forveddede siderødder. 
Højde x bredde og årlig tilvækst: 1 x 1 m (100 x 100 cm/år). 

## Hjemsted
Glat lakrids er naturligt udbredt i Nordafrika, Mellemøsten, Kaukasus, Centralasien, Sibirien, Østasien, på det indiske subkontinent og i Øst- og Sydeuropa. Den er knyttet til lysåbne, varme voksesteder med en humusrig, fugtig jordbund. Den findes således i engsamfund langs floderne i Spanien og Portugal. 
Spanske skove, der er domineret af purpurpil og sortpoppel, vokser på næringsrig jord langs vandløbene, og her findes glat lakrids sammen med bl.a. abild, aftenstjerne, kongebregne, nældetræ, blå skælrod, dunet steffensurt, Epipactis hispanica (en art af Hullæbe), hjertebladet fliglæbe, kirkegårdsbregne, knoldet kulsukker, kæmpestar, plettet arum, rundbladet slangerod, smalbladet ask, småbladet elm, stinkiris, sølvpoppel, vild pære, Vinca difformis (en art af singrøn) og vorterod.

## Anvendelse
De tørrede rødder bruges enten direkte eller via en udvindingsproces til medicinske formål eller som smagsgiver i slik, kager og madvarer (se Lakridsrod).

## Indholdsstoffer
Hele planten dufter og smager af lakrids, og det skyldes et indhold af kalium- og calciumsalte af glycyrrhicinsyre. Disse glykosider har en sødekraft, der er 50 gange så kraftig som rørsukker. Desuden indeholder planten en lang række andre stoffer, herunder mere flygtige aromastoffer som anethol og geraniol.
|  |  |

| Portal | Portal:Botanik |

## Note
1. ↑  Centro de Investigaciones Fitosociológicas: Vascular plant communities of Spain and Portugal (engelsk)